# The Very Best of Lou Reed
The Very Best of Lou Reed je kompilační album amerického kytaristy a zpěváka Lou Reeda, vydané v roce 2000.

## Seznam skladeb
| Pořadí | Název                     | Délka |
| ------ | ------------------------- | ----- |
| 1.     | Perfect Day               |       |
| 2.     | Walk on the Wild Side     |       |
| 3.     | Vicious                   |       |
| 4.     | Rock and Roll Heart       |       |
| 5.     | The Gun                   |       |
| 6.     | I Love You, Suzanne       |       |
| 7.     | Caroline Says II          |       |
| 8.     | Men of Good Fortune       |       |
| 9.     | My Friend George          |       |
| 10.    | Lisa Says                 |       |
| 11.    | I Want to Boogie with You |       |
| 12.    | Ocean                     |       |
| 13.    | The Last Shot             |       |
| 14.    | I Wanna be Black          |       |
| 15.    | Sally Can’t Dance         |       |
| 16.    | Coney Island Baby         |       |
| 17.    | Berlin                    |       |
| 18.    | Satellite of Love         |       |